# Fünf Hegemonen
Als Fünf Hegemonen (chinesisch 五霸, Pinyin wǔ bà) werden je nach Quelle unterschiedliche Herrscher zur Zeit der Frühlings- und Herbstannalen in China bezeichnet. Sie haben gemeinsam, dass sie die Vorherrschaft (Hegemonie) über die anderen chinesischen Fürsten ihrer Zeit erlangten.
Der offizielle Titel 霸,  (bà) wird wörtlich mit ‚Oberherrscher‘, ‚der Senior‘ oder ‚Tyrann‘ übersetzt, in diesem Zusammenhang aber als ‚Hegemon‘. Je nach Untersuchungszeitraum und Definition des Hegemoniestatus kommen weitaus mehr als nur fünf Fürsten aus jener Zeit in Betracht, sodass bereits die antiken chinesischen Historiker, welche die Bezeichnung prägten, sich uneinig darüber waren, welche der Fürsten zu den „Fünf“ gezählt werden sollen. Unstrittig sind lediglich Huan von Qi und Wen von Jin.

## Vorgeschichte
Im Jahr 771 v. Chr. hatten die „barbarischen“ Quanrong die Hauptstadt des chinesischen Zhou-Königreichs, Haojing zerstört. Der Königshof zog nach Luoyang um, in die direkte Nachbarschaft der zwei loyalen Fürstentümer Jin und Zheng. Durch den Verlust seiner angestammten Ländereien hatte die Stellung des Zhou-Wangs (Zhoukönig) einen hohen Prestige- und auch Machtverlust zu verzeichnen, da dieser Herrscher nunmehr des Schutzes durch die Vasallen bedurfte. Die weit über hundert Fürstentümer Chinas, insbesondere die wenigen Flächenstaaten, genossen jetzt immer mehr Freiheiten bis hin zur Souveränität. Im Süden des Zhou-Reichs lag etwa das „halb-barbarische“ Reich von Chu, welches sich ab 703 v. Chr. als eigenständiges chinesisches Königreich betrachtete. Die äußere Bedrohungslage nicht nur an der Südgrenze zwang die große Mehrheit der nördlichen Zhou-Vasallen zum Zusammenhalt. Trotz der nunmehr bloß nominellen Herrscherdynastie und auch trotz innerer Konflikte hatte das Lehenssystem der Zhou noch bis ins 3. Jahrhundert v. Chr. Bestand. Die zentrale Autorität des Zhou-Wangs nahm aber immer weiter ab und beschränkte sich schon nach wenigen Jahrzehnten bloß auf den zeremoniell-religiösen Charakter, das Mandat des Himmels auszuüben.

### Frühe Hegemonie durch Zheng
Gong Zhuang von Zheng war erfolgreicher Feldherr gegen die Xirong („West-Barbaren“) und wurde zum königlichen Berater von Wang Ping von Zhou ernannt – diese Position hatte er gegen königlichen Widerstand erzwungen und hatte auch einen Sohn Pings als Geisel erhalten. Als Huan von Zhou als Nachfolger Pings den Zhou-Thron bestieg, entfernte er Zhuang aus dem Amt des Beraters, woraufhin dieser offen gegen den Wang rebellierte. In der Schlacht von Xuge 707 v. Chr. besiegte Zhuang Gong seinen Herrscher und Huan Wang trug eine Pfeilwunde an der Schulter davon, wodurch das Zhou-Haus noch viel stärker an Ansehen verlor und nach der kostspieligen Niederlage auch finanziell von den Vasallen abhängig wurde. Zhuang Gong hatte bis zu seinem Tod 701 v. Chr. seine dominante Position unter den chinesischen Fürsten gesichert, doch nur wenige Historiker erkennen ihn als Teil der Reihe der Fünf Hegemonen an. Die Erben Zhuangs führten einen zwanzig Jahre währenden Bürgerkrieg, und Zheng stieg nie wieder in eine dominante Position unter den chinesischen Zhou-Vasallen auf.

## „Klassische“ Hegemonen
Der Status des Hegemons wurde, erstmal etabliert, an die Fürsten vergeben, welche den Wang und das bestehende Herrschaftssystem unterstützen und die Barbaren aus dem Reich fernhielten. Verstanden wurde unter diesem „Reich“ die Nordchinesische Ebene, in der sich die meisten Kleinstaaten der Zhou befanden. Charakteristisch ist jedoch, dass die vier dominanten Staaten und maßgeblichen Hegemonen im 7. Jahrhundert v. Chr. diejenigen waren, die sich in der Peripherie des Reiches ausdehnen konnten, und erst aus dieser Position der Stärke heraus die Kleinstaaten im Zentrum des Reichs annektieren konnten. Namentlich waren diese vier Staaten führend: Qin, Qi, Jin und Chu, wobei letzterem als südlichem Randgebiet der chinesischen Kultur stets eine Außenseiterrolle zukam. Entscheidend für die Macht eines Hegemons war einerseits seine direkte, persönliche Macht als Herrscher, sowie andererseits die gesammelte Macht seiner Allianz, die bei den wechselnden Bündnissen durchaus wechselhaft sein konnte.

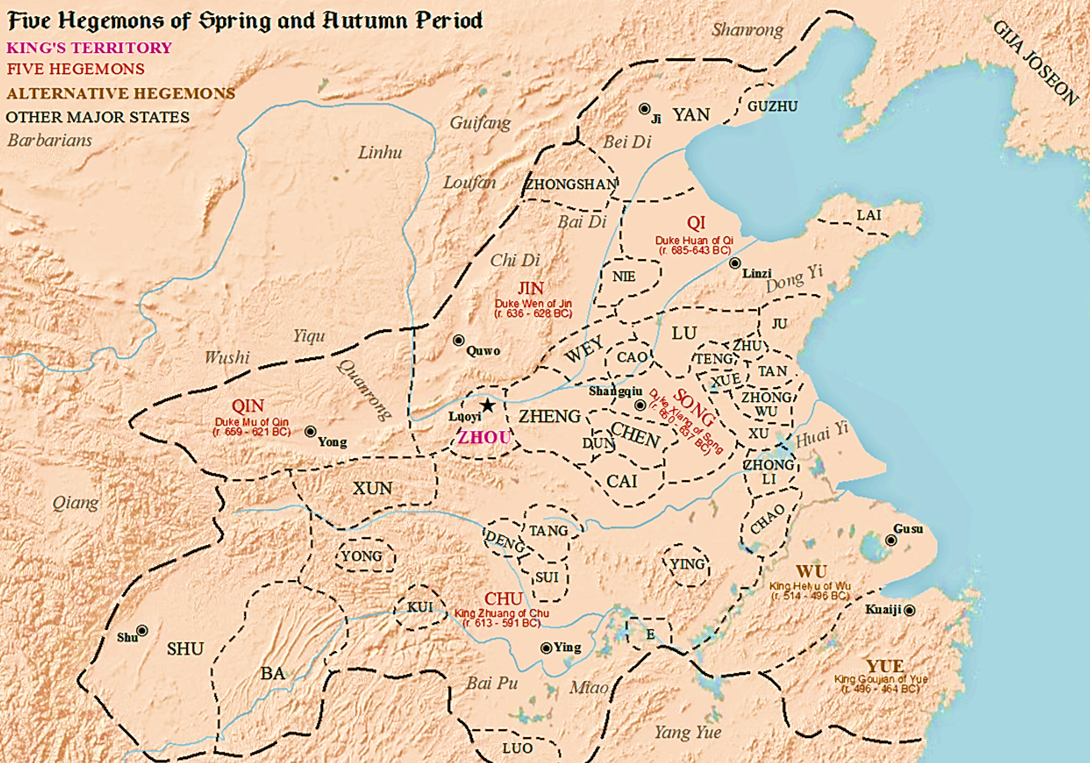
Karte Chinas in der Zeit der Östlichen Zhou; dunkelrot beschriftet die Staaten der fünf „klassischen“ Hegemonen und die Zhou-Hauptstadt.

### Erster Hegemon: Huan von Qi
Als Ersten Hegemonen bezeichnen alle Historiker den Gong Huan von Qi, welcher von 685 bis 643 v. Chr. regierte. Dank seines obersten Ministers Guan Zhong gelangen ihm Reformen seines bereits durch Handel wohlhabenden Landes. Er zentralisierte etwa die Verwaltung der fünfzehn Gemeinden in Qi auf drei Amtspersonen: Er selbst sowie zwei hochstehende Minister waren nunmehr militärische Befehlshaber und zivile Oberverwalter in jeweils fünf dieser Gemeinden. Im Vergleich zu den anderen, loser organisierten Fürstentümern war somit der Zugriff des Gongs auf die Ressourcen des Landes schnell und unmittelbar möglich. In den folgenden Jahren zeigte sich der wirtschaftliche und militärische Erfolg Qis.
667 v. Chr. versicherte sich Huan Qi Gong der Unterstützung anderer Fürstentümer: Die Fürsten von Lu, Song, Chen und Zheng wählten Huan zum Anführer ihrer Koalition. Bald darauf ernannte Hui Zhou Wang ihn zum 霸,  bà. Damit wurde Huan der königliche Oberbefehl bei Feldzügen zugestanden. Den Oberbefehl nutzte Huan zur Truppenverteilung auf die Garnisonen des Reichs. Er griff in einen Machtkampf in Lu ein und schlug 664 v. Chr. in Yan die eindringenden Xirong sowie 660/659 v. Chr. in Wey und Xing die einfallenden Beidi („Nord-Barbaren“). Mit einer Allianz von acht Staaten eroberte er 656 den Staat Cai an der Südgrenze, was die Expansion des Chu-Reichs vorläufig stoppte. Insgesamt annektierte Huan Gong 35 andere Kleinstaaten.
Als Hegemon Huan 643 v. Chr. starb, stritten sich seine Söhne in einem Bürgerkrieg um die Macht in Qi. Zwar konnte Gong Xiao von Qi im Jahr 642 die Macht erringen; vier seiner Brüder konspirierten aber weiterhin gegen ihn, was zu einer jahrzehntelangen Schwäche des Fürstentums führte, sodass es nicht länger die Hegemonie innehatte.

### Hegemonie durch Song
Der langjährige Gong Xiang von Song war bereits ab dem Jahr 643 darum bemüht, den Titel des Hegemons zu erlangen. Begründet lag seine Ambition möglicherweise darin, dass sein Haus sich der direkten Abstammung der Shang-Dynastie rühmte. Wie zuvor Huan hielt er Zusammenkünfte der Fürsten ab, um sich deren Kooperation zu versichern, und ging gegen seine Rivalen militärisch vor. Er übernahm sich jedoch mit einem Feldzug gegen Chu im Jahr 638 und starb im Folgejahr an einer in der Schlacht zugezogenen Verwundung. Die nachfolgenden Gongs von Song spielten im Konzert der chinesischen Fürstentümer wieder eine bescheidenere Rolle. Eine offizielle Ernennung zum Hegemon erfolgte allerdings nicht, sodass nicht alle Historiker Xiang als Hegemon anerkennen.

### Zweiter Hegemon: Wen von Jin
In der Thronfolge übergangen, lebte Wen von Jin im Exil, bis er im Jahr 636 v. Chr. mithilfe der Streitkräfte des Mu von Qin seinen Neffen stürzte, selbst Gong wurde und die Reformen seines Vaters fortsetzte. Innerhalb weniger Jahre eroberte er 17 kleinere Fürstentümer, unterwarf sich 38 weitere und integrierte dabei auch „barbarische“ Volksstämme des Nordens und Westens in sein Herrschaftsgebiet, wodurch er seine Macht weiter ausbaute.
635 v. Chr. unterstützte er Wang Xiang von Zhou und verhalf ihm als Anführer einer Loyalisten-Koalition wieder an die Macht. Dafür revanchierte sich der König mit zusätzlichen Lehen in strategisch günstiger Position. Die Bevölkerung dieser als „Geschenk“ erhaltenen Städte wurde bei der Eingliederung in das Jin-Reich nicht milde oder bevorzugt behandelt, selbst wenn sie zum alten Adel gehörte oder sogar Verbindungen zum Zhou-Hof vorweisen konnte. Wen schmiedete in der Folgezeit ein Bündnis mit den Staaten Qin und Qi, mit welchen er dann erfolgreich gegen Chu vorging. Nach der Schlacht von Chengpu, welche Chu verlor, belohnte Wang Xiang Gong Wen mit dem Ehrentitel des bà (Hegemons). Damit war Wen der zweite Fürst der Zhou-Ära, dem dieser Titel offiziell verliehen wurde. Nach seinem Tod 628 provozierte sein Nachfolger Xiang von Jin einen Konflikt mit Qin und unterlag dabei. Auch andere Konflikte mit den restlichen Fürstentümern brachen wieder auf, sodass die Oberhoheit Jins unterminiert wurde. Rein offiziell betrachtet, dauerte die Hegemonie Jins noch für Generationen an und wurde verschiedentlich vom Zhou-Wang bestätigt. Chinesische Historiker berücksichtigten diese Nachfolger Wens aber meist nicht als Hegemonen.

### Hegemonie durch Qin
Gong Mu von Qin, der seit 659 v. Chr. regierte und zuvor als Unterstützer und Schwiegervater Wen von Jins aufgetreten war, trat nach dessen Tod 628 in den Vordergrund des chinesischen Machtgefüges. Nach der Schlacht von Yao (gegen Jin) verzichtete er bewusst darauf, weiter gegen den innerchinesischen Rivalen vorzugehen. Stattdessen gelang ihm die Eingliederung von Ländereien der Xirong-„Barbaren“ in den chinesischen Einflussbereich sowie von insgesamt 12 anderen Staaten unter seine Herrschaft. Er war darum als mächtigster Fürst seiner Zeit anerkannt. Er führte bis zu seinem Tod 621 v. Chr. keine weiteren militärischen Feldzüge gegen rivalisierende Herrscher und schmiedete keine neuen strategischen Bündnisse. Da er auch nicht durch den Zhou-Wang als Hegemon bestätigt wurde, wird er nicht von allen Historikern als solcher anerkannt.

### Hegemonie durch Chu
Wang Zhuang von Chu wurde zeitgenössisch nicht als Wang (König), sondern als Zi (Vizegraf) bezeichnet. Nicht zuletzt dieses Missverhältnis zwischen seinem Titel am Zhou-Königshof und der tatsächlichen Macht seines südlichen Reiches hatte bereits seinen Vorfahren Wu von Chu zur Proklamation eines eigenen Königtums bewogen. Unter Zhuang, der ab 613 v. Chr. regierte, konnte Chu erneut nach Norden expandieren, ohne dass ihm diesmal eine nördliche Koalition Einhalt gebot. Zhuang zog sogar bis vor die Residenz der Zhou und ließ anfragen, wie schwer die „Neun Ding“ seien, zeremonielle Bronzegefäße, welche zu den Insignien der Zhou-Herrscher zählten: Die Drohung stand somit im Raum, dass der Wang von Chu die Kessel in seine eigene Hauptstadt bringen wollte. Die Residenz der Zhou blieb zwar letztlich unangetastet; doch Zhuang unterwarf den Staat Zheng und schlug eine Entsatzarmee des (offiziell noch amtierenden) Hegemon-Staates Jin so eindeutig, dass die faktische Dominanz Chus über die nördlichen Fürstentümer bis zu seinem Tod 591 v. Chr. feststand. Insgesamt annektierte Chu allein unter Zhuang 26 andere Staaten, darunter mehrere der zuvor bedeutendsten Zhou-Vasallen.
Die Hegemonie Chus wurde offiziell nicht anerkannt, erst recht nicht durch den Zhou-Hof. Erst spätere Historiker gestanden Zhuang den Titel des Hegemons zu, dann jedoch fast ohne Einschränkungen. Dies war auch möglich, weil Chu sich immer weiter den chinesischen Kulturtraditionen angepasst hatte und in späteren Jahrhunderten schon lange nicht mehr den südlichen „Barbaren“-Reichen zugerechnet wurde. Entsprechend seinem großen Einfluss und aufgrund der Berichte, die ihn nach antiken Maßstäben als Idealherrscher schildern, wird Zhuang meist auf dem Rang drei der fünf Hegemonen geführt. Nach einer klassischen Einteilung, welche nur die oben genannten Hegemonen von 667–591 v. Chr. berücksichtigt, wurden Mu von Qin auf Platz vier und Xiang von Song auf Platz fünf geführt.

## Späte Hegemonen
In der Zeit, die auf Zhuangs Herrschaft folgte, veränderte sich die Machtstruktur in den nördlichen Fürstentümern: In Jin rissen 588 v. Chr. sechs Ministerialen-Familien die Macht an sich, die Zhao, Wei, Han, Fan, Zhi und Zhongxing. Dasselbe geschah in Lu, wo die Drei Huan die Macht übernahmen. In einer Friedenskonferenz einigten sich 579 v. Chr. die vier mächtigsten Staaten ihrer Zeit (Chu, Qin, Qi und Jin) auf eine Art Waffenstillstand und militärische Abrüstung, was jedoch nicht lange anhielt. Jin unterstützte ferner 584 v. Chr. eine Rebellion in der südöstlichen Küstenregion Chus. Dieser neue Staat Wu etablierte sich langfristig und trug ebenfalls dazu bei, die Dominanz Chus zu beenden. Chu verbündete sich daraufhin mit dem noch neueren Staat Yue an der Südflanke Wus. Aus diesen beiden Süd-Staaten erwuchsen mächtige Fürstentümer, deren Macht durchaus mit der lange etablierten Liga der nördlichen Zhou-Vasallen vergleichbar war.

### Zweite Hegemonie durch Jin
Von 572 bis 558 regierte Gong Dao von Jin, welcher noch einmal offiziell aus der Hand des Zhou-Wangs den Titel das bà, den Hegemonietitel, erhielt. Aufgrund durchgreifender Reformen und wirtschaftlich-militärischer Erfolge errang er auch den Respekt als solcher unter den anderen Fürsten. Tatsächlich war der königliche Einfluss aber bereits so stark geschwächt und auch der Staat Jin mit seinen Verbündeten tatsächlich nicht militärisch stark genug, um dem Titel des Hegemons völlig gerecht zu werden – was aber auch für die nachfolgenden Hegemonen gelten dürfte. Die chinesische Geschichtsschreibung ist sich im Nachhinein uneins in der Legitimation Daos als bà.

### Hegemonie durch Wu
Wu war ein vergleichsweise junger Staat, doch dessen Herrscher Wang Helü von Wu erwies sich als sehr erfolgreich im Kampf gegen Chu, dem er 506 in fünf Schlachten jeweils eine Niederlage zufügen konnte; er drang bis zur Chu-Hauptstadt Ying vor. Erst als Chu ab 505 v. Chr. durch Qin unterstützt wurde, unterlag Helü und sah sich nach einer Rebellion durch seinen Bruder Fugai zum Rückzug gezwungen. 496 v. Chr. unternahm Helü anlässlich einer Thronfolge in Yue eine Invasion dieses Nachbarn, wurde aber verwundet und starb 495.
Sein Sohn Gong Fuchai von Wu übernahm die Macht und führte die Kriege mit Yue fort. Nach dessen Kapitulation im Jahr 492 v. Chr. hielt er Wang Goujian von Yue für zwei Jahre als Geisel in seiner Hauptstadt fest. 482 v. Chr. errang Fuchai auf einer Fürstenversammlung den offiziellen Status des Hegemon zugesprochen, seine entblößte Hauptstadt fiel aber in dieser Zeit dem Angriff von Goujian von Yue zum Opfer. Fuchai war nun um Frieden bemüht und akzeptierte ungünstige Bedingungen. Goujian unterminierte in den folgenden Jahren Fuchais politische Stellung und verbündete sich erneut mit Chu. Er fiel 476 v. Chr. erneut in Wu ein und annektierte jenen Staat, der offiziell noch die Hegemonie über das Reich ausübte.
Die Macht von Wu wurde durch die antiken Historiker unterschiedlich bewertet: Fuchai hatte offiziell den Titel inne und wurde teilweise als militärisch stark genug eingeschätzt, um Fuchai als tatsächlichen Hegemonen zu zählen. Unter Helü hatte Wu allerdings schon seinen Höhepunkt erreicht, weshalb auch Helü als Hegemon gezählt worden ist.

### Hegemonie durch Yue
Yue hatte unter Goujian von Yue (496–465 v. Chr.) und mit Hilfe von Chu den Rivalen Wu ausgeschaltet und sich dadurch als nomineller Hegemon etabliert. Diesen Status baute Goujian zu einer tatsächlichen Oberherrschaft über die nördlichen Fürsten aus und erreichte wechselweise auf diplomatischem und militärischem Weg auch die Hoheit über Qi und Jin.
Manche spätere Geschichtsschreiber haben Goujian als Yue-Hegemon zusammen mit entweder Helü oder Fuchai stellvertretend für die Dominanz von Wu, in die Liste der Fünf Hegemonen aufgenommen. Dafür wurden dann die weniger bedeutenden der oben genannten „klassischen“ Hegemonen aus der Zusammenstellung gestrichen, um die symbolische Anzahl der Hegemonen nicht ändern zu müssen.

## Ende der Hegemonie-Bestrebungen
Die politische Kultur Chinas hatte sich im Vergleich zum Beginn der Zeit der Frühlings- und Herbstannalen bereits grundsätzlich gewandelt: Die Bedrohungslage durch Einfälle von äußeren Barbaren war überschaubar geworden; das Südreich Chu hatte sich weiter sinisiert; die Bedeutung des Zhou-Hofs war weiter geschwunden und der innere Machtkampf um die Oberherrschaft hatte sich zunehmend brutalisiert. Das Ende des Staates Wu, die Teilung von Jin in drei neue Fürstentümer sowie ein dynastischer Machtwechsel in Qi wurden als Zeitpunkte herangezogen, um in der Mitte des 4. Jahrhunderts die Zeit der Frühlings- und Herbstannalen gegenüber der Zeit der Streitenden Reiche abzugrenzen.
Entsprechend wird mit dem Ende des Yue-Wu-Konflikts auch das Ende des bà-Systems der Hegemonie gesehen.

## Rezeption in der Geschichtsschreibung
Die chinesischen Historiker haben, ähnlich den „Drei Souveränen und Fünf Kaisern“ der mythischen Frühgeschichte, auch versucht, spätere Heroen in einem ähnlichen Schema zu verarbeiten. Dies schlug sich darin nieder, dass den erstgenannten Urkaisern in derselben Struktur die „Drei Großen Könige und Fünf Hegemonen“ gegenübergestellt wurden. Die „Drei Großen Könige“ waren demnach die Gründer der ersten Königsdynastien (Yu, Tang und Wen), während die „Fünf Hegemonen“ die o. g. klassischen seien: Huan von Qi, Xiang von Sung, Wen von Jin, Mu von Qin, Zhuang von Chu. Andererseits wird etwa in den Frühlings- und Herbstannalen darauf eingegangen, dass die fünf Hegemonen durch die richtigen Ratgeber und Minister ihre rechtmäßige Vorherrschaft erlangt hätten, genannt werden dazu Huan von Qi, Wen von Jin, Zhuang von Chu, Helü von Wu und Goujian von Yue mit jeweils zwei Ratgebern – dagegen taucht Fuchai von Wu dort unter den sechs schlechten Fürsten auf, die wegen schlechten Einflusses und schlechter Ratgeber zuschanden gekommen seien. Diese prägnanten, aber variierenden Auflistungen von „großen Fürsten“ haben das spätere Bild der Hegemonen mitgeprägt.